# Kradzież diamentów w Antwerpii
Kradzież diamentów w Antwerpii (określana jako „kradzież stulecia”) – największa w historii kradzież diamentów i jedna z największych kradzieży w ogóle. Złodzieje ukradli luźne diamenty, złoto, srebro oraz inną biżuterię o łącznej wartości ponad 100 milionów dolarów. Do zdarzenia doszło w Antwerpii, w Belgii, w weekend 15–16 lutego 2003 roku. Pomimo zatrzymań i wyroków więzienia, większość skradzionych diamentów nigdy nie została odzyskana.

## Miejsce zdarzenia
Skarbiec, w którym przechowywano diamenty, znajdował się dwa piętra poniżej głównego poziomu budynku. Był zabezpieczony wieloma mechanizmami, w tym zamkiem o 100 milionach możliwych kombinacji, czujnikami podczerwieni wykrywającymi ciepło, czujnikami sejsmicznymi, radarem dopplerowskim oraz polem magnetycznym. Sam budynek miał własną prywatną ochronę i był położony w ściśle chronionej i monitorowanej dzielnicy diamentowej Antwerpii.

## Kradzież
Leonardo Notarbartolo wynajął biuro w budynku Antwerp Diamond Center przy Schupstraat 9/11 w dzielnicy diamentowej Antwerpii. Biuro to dawało mu dostęp do skrytki depozytowej w skarbcu znajdującym się pod budynkiem. Przygotowania do kradzieży trwały ponad dwa lata.
Aby obejść systemy zabezpieczeń, grupa zastosowała szereg zaawansowanych technik. Notarbartolo przeprowadzał szczegółową obserwację centrum diamentowego. Twierdził, że zainstalowali małą kamerę nad drzwiami do skarbca, by śledzić strażników i nagrać wpisywaną kombinację, przesyłając nagranie do urządzenia ukrytego w gaśnicy.
Podczas jednej z wizyt, prawdopodobnie jeszcze przed włamaniem, Notarbartolo spryskał czujnik ruchu termicznego lakierem do włosów, tymczasowo go dezaktywując. Zamek magnetyczny, który wykorzystywał pole magnetyczne między dwiema płytkami do uruchamiania alarmu przy jego przerwaniu, został obejścia poprzez wcześniejsze częściowe odkręcenie śrub mocujących płytki, a następnie przyklejenie ich taśmą klejącą. Podczas napadu użyto niestandardowej płytki z aluminium, aby utrzymać kontakt magnetyczny w trakcie otwierania drzwi skarbca.
Złodzieje użyli długiego dwuczęściowego, trójwymiarowego klucza oraz właściwej kombinacji do otwarcia drzwi. Następnie wyłączyli światło i otworzyli bramę dzienną za pomocą łomu.
Aby uniknąć wykrycia przez czujnik podczerwieni, jeden z włamywaczy użył osłony z polistyrenu, która blokowała jego sygnaturę cieplną. Grupa zakleiła również czujnik światła sufitowego taśmą, by móc włączyć oświetlenie wewnątrz skarbca bez wywoływania alarmu.
Wewnątrz złodzieje użyli ręcznie obracanej, niestandardowej wiertarki do otwarcia 109 z 189 skrytek, z których każda miała zarówno zamek na klucz, jak i zamek szyfrowy na trzy litery. (Pierwsze doniesienia, np. z BBC News, błędnie podawały liczbę 123).
Po napadzie złodzieje wrócili do mieszkania Notarbartolo w Antwerpii. Później on i jeden ze wspólników wyrzucili śmieci związane z napadem oraz te pochodzące z kryjówki w pobliżu autostrady E19 między Antwerpią a Brukselą.
Następnego ranka właściciel terenu, August Van Camp, zauważył porzucone przedmioty i zawiadomił policję. Wśród śmieci znajdowały się materiały bezpośrednio powiązane z Notarbartolo, co dało śledczym kluczowy trop.

## Sprawcy
Kradzieży dokonała grupa przestępcza kierowana przez Leonarda Notarbartolo, zawodowego złodzieja specjalizującego się w manipulacjach społecznych. Detektywi z policyjnego zespołu ds. przestępstw diamentowych w Antwerpii aresztowali go, gdy wrócił do Antwerp Diamond Center w piątek po napadzie. Do przestępstwa powiązano go dzięki śladom pozostawionym w wyrzuconych śmieciach, m.in. DNA z nadgryzionej kanapki z salami.
Wszyscy byli członkami luźno powiązanej włoskiej grupy przestępczej znanej jako „Szkoła z Turynu” (wł. „La Scuola di Torino”).
Oprócz Notarbartolo, grupa składała się z co najmniej czterech innych członków, którym przypisano przydomki, ale bez jednoznacznego wskazania, kto kim był:
- Speedy – nerwowy i paranoiczny, długoletni przyjaciel Notarbartolo. To on wyrzucił śmieci do lasu. Policja belgijska uważa, że był to Pietro Tavano.
- The Monster – wysoki i umięśniony, ekspert od zamków, elektryk, mechanik i kierowca. Policja identyfikuje go jako Ferdinando Finotto.
- The Genius – specjalista od systemów alarmowych. Policja podejrzewa, że chodzi o Elio D’Onorio[12], znany elektronik powiązany z wieloma napadami.
- The King of Keys – starszy mężczyzna, uznawany za jednego z najlepszych fałszerzy kluczy na świecie. Jego tożsamość pozostaje nieznana.

Notarbartolo został uznany za winnego zaplanowania napadu. W 2005 roku sąd apelacyjny w Antwerpii skazał go na 10 lat więzienia, jednak został zwolniony warunkowo w 2009 roku. W 2011 roku wydano za nim Europejski Nakaz Aresztowania po tym, jak złamał warunki zwolnienia. Jednym z nich było odszkodowanie dla ofiar, czego nie zrobił. W rezultacie został ponownie aresztowany w 2013 roku na lotnisku Charles de Gaulle w Paryżu i musiał odsiedzieć resztę wyroku do 2017 roku.
Tavano, D’Onorio i Finotto zostali skazani każdy na 5 lat pozbawienia wolności.

## Oszustwo ubezpieczeniowe
Notarbartolo twierdził w wywiadzie dla magazynu Wired, że napad został zlecony przez handlarza diamentami. Według niego łup miał wartość około 18 milionów euro (20 milionów dolarów), a kradzież była elementem oszustwa ubezpieczeniowego. Osoba znająca plan napadu mogła wcześniej wyjąć diamenty, a następnie zgłosić ich kradzież i uzyskać odszkodowanie z tytułu ubezpieczenia.
Ponieważ sam skarbiec nie był ubezpieczony – firma ubezpieczeniowa dostrzegła jego wady konstrukcyjne i odmówiła wystawienia polisy – w rzeczywistości nie było znaczących wypłat ubezpieczeniowych. Ten fakt oraz inne dowody podważają wiarygodność relacji Notarbartolo. Eksperci uznają jego wersję wydarzeń za mało prawdopodobną.

## Dziedzictwo
Napad stał się tematem książki Flawless: Inside the Largest Diamond Heist in History autorstwa Scotta Andrew Selby’ego i Grega Campbella.
Pierwszy odcinek serii audio Audible Original „HEIST with Michael Caine” przedstawia przegląd napadu, oparty głównie na tej książce.
Historia napadu została zaprezentowana w programie kanału Travel Channel „Mysteries At The Museum”, sezon 16, odcinek 4, zatytułowany „Project Vortex, Diamond Heist and Tinseltown, NJ”, prowadzonym przez Dona Wildmana.
Napad przedstawiono również w serialu telewizyjnym „History’s Greatest Heists”, sezon 1, odcinek 1: „The Antwerp Diamond Heist”, z narracją Pierce’a Brosnana.
Wytwórnia Paramount Pictures wykupiła prawa do ekranizacji historii, jednak umowa wygasła. Film miał być produkowany przez J.J. Abramsa.
BBC World Service wyprodukowało odcinek podcastu The Outlook zatytułowany The detective and the diamond heist, poświęcony napadowi i jego następstwom.
13 października 2023 r. Amazon Prime Video udostępnił serial fabularny Everybody Loves Diamonds, oparty na napadzie na Antwerp Diamond Center, z Kim Rossi Stuart w roli głównej.
Reżyser Christian Gudegast przyznał w wywiadzie dla Screen Rant, że jego film Den of Thieves 2: Pantera jest inspirowany napadem z 2003 roku w Antwerpii.